# Система оповіщення по мобільних телефонах у Великої Британії

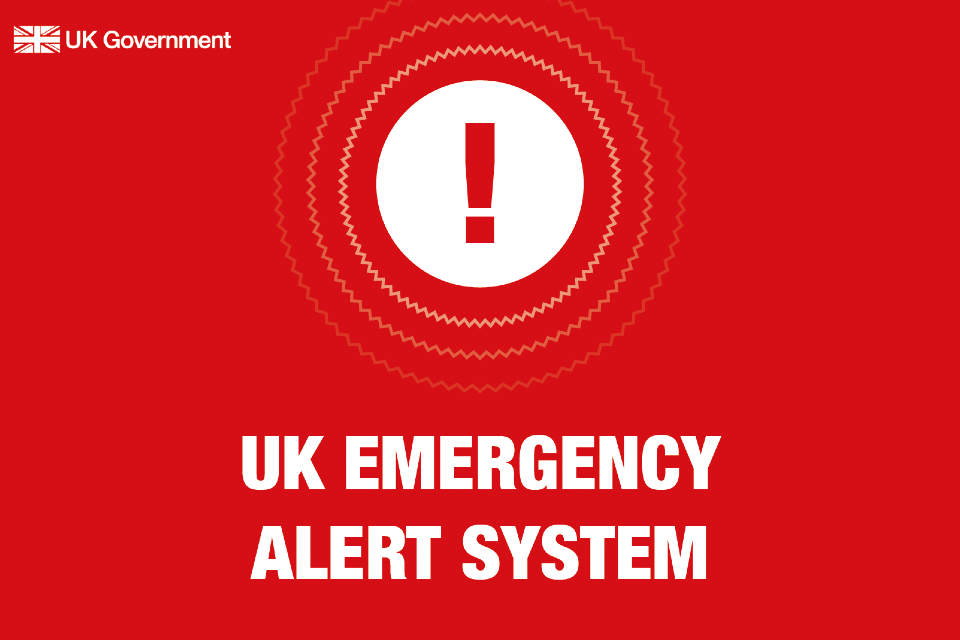
Логотип системи оповіщення по мобільних телефонах уряду Великої Британії

Система оповіщення по мобільних телефонах у Великої Британії (англ. UK Mobile Phone Alert System) — система попередження населення під час надзвичайних ситуацій, яка використовує cell Broadcast. Раннє тестування розпочалося у 2014 році. Перше випробування системи сповіщення відбулося в березні 2020 року. Система оповіщення призначена для використання при великих інцидентах, таких як повінь або теракти. Система екстреного оповіщення була запущена 19 березня 2023 року та протестована по всій країні вперше 23 квітня 2023 року.